# Per Lindhberg
Pehr Lindhberg, född 9 juli 1785 i Lindby vid Svaneholm, Malmöhus län, död 26 januari 1868 i Stockholm, var en svensk pastellmålare, tecknare och fotograf.
Lindhberg var efter studier i Köpenhamn verksam i Stockholm under 1820-talet och blev mot slutet av 1830-talet teckningslärare åt prins Karl. Han var till en början uteslutande pastellmålare men började på 1840-talet utöva dagerrotypien. Flera porträtt i pastell finns bevarade i svenska samlingar, däribland ett porträtt av Carl Adolph Agardh på Lunds universitet. Lindhberg är även representerad på Nationalmuseum och Norrköpings konstmuseum.